# Vladimir Natanovich Gelfand
Vladimir Natanovich Gelfand (tiếng Nga: Влади́мир Ната́нович Ге́льфанд), (1 tháng 3 năm 1923 — 25 tháng 11 năm 1983). Nhà văn Liên Xô , người viết Nhật Ký, Sĩ quan quân đội, và người lính, gốc Ukraina.
Vladimir Gelfand là tác giả đầu tiên và duy nhất của cuốn nhật ký quân sự của một sĩ quan Hồng quân (1941 – 1946), xuất bản ở Đức bằng tiếng Đức.

## Tác phẩm
- 2002, Đức, Tagebuch 1941—1946 (ISBN 3-87989-360-8)
- 2005, Đức, Deutschland Tagebuch 1945—1946 (ISBN 3-351-02596-3)
- 2006, Thụy Điển, Tysk dagbok 1945—46 (ISBN 91-88858-21-9)
- 2008, Đức, Deutschland Tagebuch 1945—1946 (ISBN 3-7466-8155-3)
- 2012, Thụy Điển, Tysk dagbok 1945—46 (ISBN 9789186437831)
- 2015, Nga, Дневник 1941—1946 (ISBN 978-5-8243-1983-5); (ISBN 978-5-9953-0395-4)
- 2016, Nga, Дневник 1941—1946 (ISBN 978-5-8243-2023-7); (ISBN 978-5-9953-0437-1)